# Beaver Morrison
Beverley Jean Morrison (Lower Hutt, 1950 – Auckland, 23 mei 2010) was een Nieuw-Zeelandse jazz- en rockzangeres.

## Biografie
Morrison, die optrad onder de naam Beaver, was de dochter van de pianist John Morrison. Begin jaren 1970 toerde ze als lid van de muziektheatergroep Blerta (ze was de leadzangeres op diens album), later dan met Red Mole. Ze zong ook countrymuziek en ze speelde kleinere filmrollen, zoals in Should I Be Good (1985). Ze had eigen bands en zong de titelsong van de TVNZ-serie Gloss (single 1987). Midden jaren 1980 trad ze op met Brian Smith en Geoff Castle in Auckland in jazzperspectief. Haar in Londen ontstane album Live at Ronnie Scott's (1987, met Ray Warleigh en Geoff Castle) werd in 1988 als «Beste album van Nieuw-Zeeland» geprezen.

## Overlijden
Beaver Morrison overleed in mei 2010 op 60-jarige leeftijd in een ziekenhuis aan de gevolgen van een sarcoom na een 6-jarig gevecht tegen deze ziekte.